# Zhenping Road

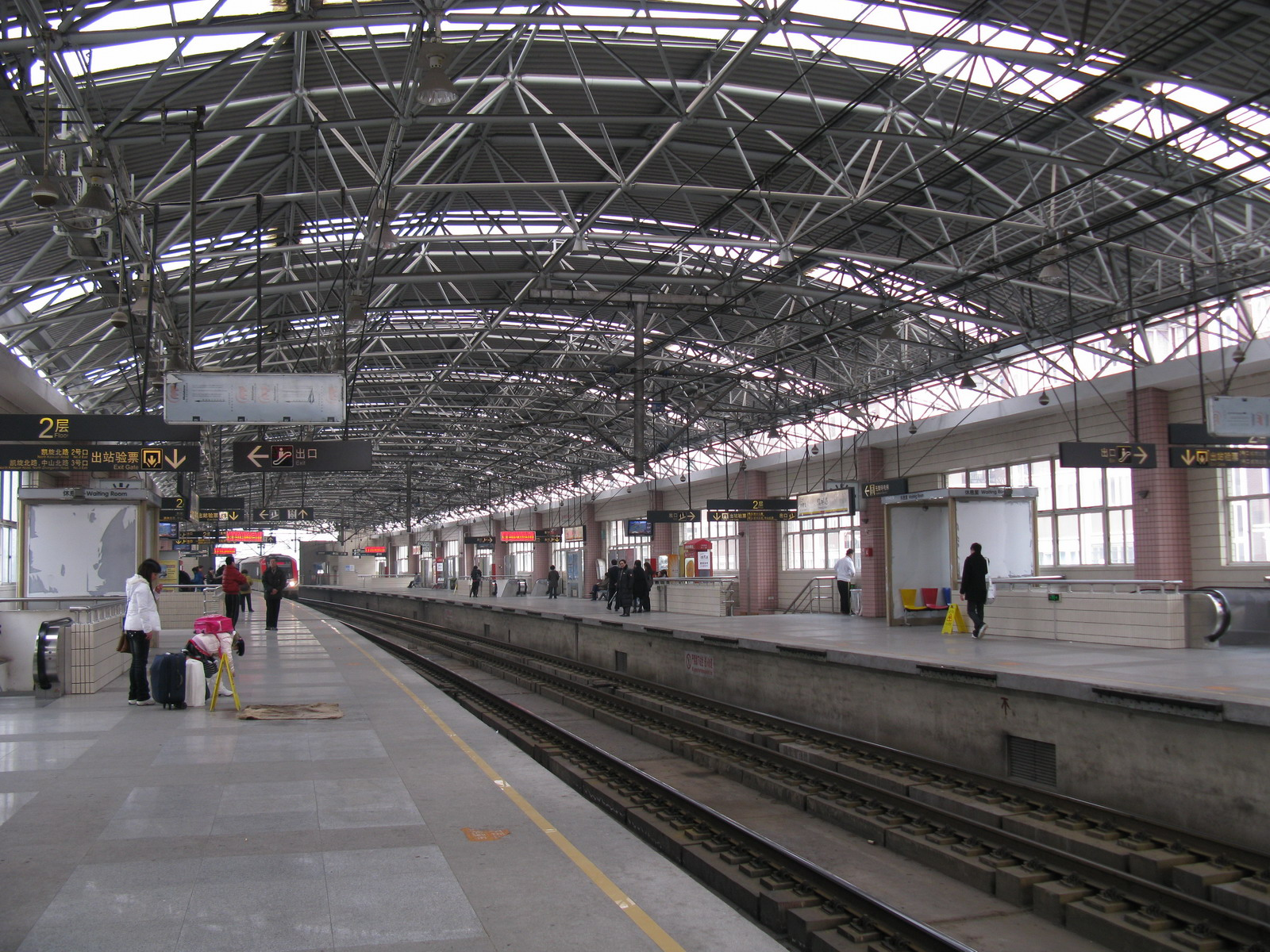
Zhenping Lu

Zhenping Road (镇坪路) is een station van de metro van Shanghai. Het station is gelegen in het district Putuo en is een belangrijk en druk metroknooppunt. Het station is onderdeel van lijn 3, lijn 4 en lijn 7.
Het station opende in 2000 als een bovengronds station op lijn 3. In 2005 opende het ondergrondse deel van het station en ontstond de overstapmogelijkheid met lijn 4.  In 2009 werd het station ook bediend door de dat jaar ingehuldigde lijn 7.
North Jiangyang Road · Tieli Road · Youyi Road · Baoyang Road · Shuichan Road · Songbin Road · Zhanghuabang · Songfa Road · South Changjiang Road · West Yingao Road · Jiangwan Town · Dabaishu · Chifeng Road · Hongkou Football Stadium · Dongbaoxing Road · Baoshan Road · Station Shanghai · Zhongtan Road · Zhenping Road · Caoyang Road · Jinshajiang Road · Zhongshan Park · West Yan'an Road · Hongqiao Road · Yishan Road · Caoxi Road · Longcao Road · Shilong Road · Station Shanghai-Zuid

Lijnen van de metro van Shanghai: 1 · 2 · 3 · 4 · 5 · 6 · 7 · 8 · 9 · 10 · 11 · 12 · 13 · 14 · 15 · 16 · 17 · 18 · Pujiang Line
← Yishan Road · Shanghai Indoor Stadium · Shanghai Stadium · Dong'an Road · Damuqiao Road · Luban Road · South Xizang Road · Nanpu Bridge · Tangqiao · Lancun Road · Pudian Road · Century Avenue · Pudong Avenue · Yangshupu Road · Dalian Road · Linping Road · Hailun Road · Baoshan Road · Station Shanghai · Zhongtan Road · Zhenping Road · Caoyang Road · Jinshajiang Road · Zhongshan Park · West Yan'an Road · Hongqiao Road → 

Lijnen van de metro van Shanghai: 1 · 2 · 3 · 4 · 5 · 6 · 7 · 8 · 9 · 10 · 11 · 12 · 13 · 14 · 15 · 16 · 17 · 18 · Pujiang Line
Meilan Lake · Luonan Xincun · Panguang Road · Liuhang · Gucun Park · Qihua Road · Shanghai University · Nanchen Road · Shangda Road · Changzhong Road · Dachang Town · Xingzhi Road · Dahuasan Road · Xincun Road · Langao Road · Zhenping Road · Changshou Road · Changping Road · Jing'an Temple · Changshu Road · Zhaojiabang Road · Dong'an Road · Middle Longhua Road · Houtan · Changqing Road · Yaohua Road · Yuntai Road · West Gaoke Road · South Yanggao Road · Jinxiu Road · Fanghua Road · Longyang Road · Huamu Road

Lijnen van de metro van Shanghai: 1 · 2 · 3 · 4 · 5 · 6 · 7 · 8 · 9 · 10 · 11 · 12 · 13 · 14 · 15 · 16 · 17 · 18 · Pujiang Line